# Nyctobia limitata
Nyctobia limitata là một loài bướm đêm trong họ Geometridae.